# 王大明
王大明（1929年—），广东南海人，中华人民共和国政治人物。
早年参加北平地下党中学委员会委员、南城区委书记，后任青年团北京市委第五区工委书记等职。1953年，升任中共北京市委政策研究室工业组副组长、组长、北京市经委主任，中共北京市宣传部长。1986年，升任中共中央宣传部副部长。次年改中共北京市委副书记。1988年，任北京市政协副主席。1993年，升任北京市政协主席。